# Кимбереллы
Кимбере́ллы (лат. Kimberella) — род ископаемых двусторонне-симметричных организмов эдиакарской биоты. Подобно моллюскам, питались микроорганизмами, которых соскабливали с поверхности, однако родство кимберелл с современными моллюсками является дискуссионным вопросом.
Первые отпечатки типового вида Kimberella quadrata обнаружены в Эдиакарских горах (Южная Австралия), однако дальнейшие исследования этого вида сфокусированы в основном на многочисленных находках в отложениях на побережье Белого моря (Россия), сформировавшихся 558—555 млн лет назад. Второй вид, Kimberella persii, был описан по ископаемым остаткам из отложений Ирана, относящихся к позднему эдиакару (545—541 млн лет назад).
Как и в случае со многими другими организмами этого периода, эволюционные связи кимберелл горячо дискутируются. Считается, что кимбереллы, скорее всего, были моллюскоподобными двусторонне-симметричными (билатеральными) животными, хотя их принадлежность к моллюскам не общепризнана. Классификация кимберелл важна с точки зрения объяснения кембрийского взрыва: если это были моллюски или, по крайней мере, первичноротые, то эволюционные линии первично- и вторичноротых разошлись задолго до кембрийского периода. Даже если это были не моллюски, но билатеральные организмы, это означает, что разделение животных на типы произошло в докембрии.

## Этимология
Реконструкции кимбереллы согласно интерпретации А. Ю. Иванцова (2009)
Род назван в честь Джона Кимбера (англ. John Kimber), студента, преподавателя и собирателя окаменелостей, погибшего во время экспедиции в центральную Австралию в 1964 году. Первоначально роду было присвоено название Kimberia. Однако Н. Ладбрук (англ. Dr. N. H. Ludbrook) обратил внимание, что название Kimberia уже дано Коттоном и Вудсом (англ. Cotton, Woods) одному из подродов брюхоногих моллюсков рода Turritella. Новое название Kimberella было предложено Мэри Уэйд в 1972 году.

## Находки
Ископаемые остатки K. quadrata найдены в Эдиакарах (Южная Австралия) и в усть-пинежской свите на побережье Белого моря. Эдиакарские отложения Белого моря датируются возрастом 555,3 ± 0,3 и 558 млн лет с использованием радиоизотопного уран-свинцового метода по цирконам двух слоёв вулканического пепла, между которыми найдены остатки кимбереллы. Окаменелости кимбереллы известны также выше и ниже упомянутых вулканических слоёв.
Вид Kimberella persii был описан в 2018 году по остаткам из верхнеэдиакарских отложений Nama-Assemblage в Иране (около 545—541 млн лет).

## Описание
На побережье Белого моря на подошве мелкозернистого песчаника найдено более 1000 образцов в различных стадиях жизненного цикла. Большое количество образцов, малый размер зёрен осадочных пород и большое разнообразие обстоятельств, в которых произошла консервация, обеспечили детальную информацию о форме, внутренней анатомии, способе передвижения и питания кимбереллы.
Все окаменелости имеют овальную форму. Удлинённые образцы свидетельствуют о том, что организм мог растягиваться и сжиматься в продольном направлении. Единственный вид симметрии, наблюдаемый в находках Белого моря — билатеральный; нет никаких признаков радиальной симметрии, характерной для стрекающих, включая медуз, актиний и гидроидных. Австралийские окаменелости первоначально классифицировались как медузы, однако это противоречило двусторонней симметрии окаменелостей. Окаменелости Белого моря показывают, что кимберелла является представителем бентоса.
Кимберелла имела спинной покров, описываемый как «неминерализованная раковина». У крупных особей она достигала 15 см в длину, 5—7 см в ширину и 3—4 см в высоту; самые мелкие находки имели длину 2—3 см. Раковина была плотной, но гибкой; плотность раковины возрастала с увеличением размеров особи; минерализация, по всей видимости, отсутствовала. Деформация, наблюдаемая у удлинённых и сложенных особей говорит о гибкости раковины; возможно, в состав раковины входили несколько разрозненных минерализованных образований (склеритов). В верхней части раковины находилась структура в виде колпака, формировавшая переднюю часть тела. У некоторых экземпляров внутренняя поверхность раковины исчерчена продольными полосами, которые могли использоваться для прикрепления мышц. К подобным же полосам на краях раковины могли прикрепляться мышцы, втягивающие ногу внутрь раковины.
Осевая плоскость организма отмечена небольшим гребнем. Тело не имеет видимой сегментации, однако наблюдаются повторяющиеся модули. Каждый модуль включает хорошо развитые дорсо-вентральные мышцы, идущие из верхней части широкой мускульной ноги и поперечные вентральные мышцы меньшего размера в нижней части тела. Комбинация сокращений этих мышц позволяла кимберелле передвигаться волнообразными движениями ноги.
Тело было окаймлено гофрированной бахромой, которая могла играть роль дыхательного органа наподобие внешних жабр. Большая площадь этих органов говорит о их неэффективности или об отсутствии хищников. Главной функцией раковины было прикрепление внутренних мышц.

## Палеоэкология
Кимберелла обитала в спокойном хорошо аэрированном мелководье (до 10 м в глубину), ползая по дну, покрытому фотосинтезирующими организмами и микробными матами. Находкам кимбереллы часто сопутствуют окаменелости ёргии, дикинсонии, трибрахидиев и харниодисков.
Кимберелла, вероятно, паслась на микробных матах, однако её принадлежность к специализированным хищникам точно не установлена. В процессе еды кимберелла передвигалась «задом наперёд», частично разрушая оставляемый ею след. Часто обнаруживаются следы канавок, расходящихся веером от «головной» части организма. По всей видимости, существо, оставаясь на месте, подгребало к себе поверхность микробных матов при помощи специальных регулярно расположенных в голове органов, условно называемых «зубами».
Ввиду отсутствия свидетельств противного, предполагается, что кимберелла размножалась половым путём.
Обнаружено несколько случаев, когда кимберелла попадала в быстрые потоки воды, насыщенной песком. В этом случае она подворачивала мягкие части своего тела под жёсткую раковину. По всей видимости, она не могла передвигаться достаточно быстро, чтобы избежать потока. Некоторые организмы, погребённые под слоем песка, выживали и пытались выбраться на поверхность, прорывая норы значительной длины. Найдены следы неудачных попыток вылезти на поверхность, когда тела не достигших зрелости особей обнаруживались в конце нор длиной несколько сантиметров.

## Окаменелости
Окаменелости кимбереллы обычно находят в глинистых отложениях под слоем песчаника. Все окаменелости представляют собой вдавливания, свидетельствующие о том, что несмотря на отсутствие минерализации, организм был достаточно жёстким, чтобы противостоять давлению осадочных слоёв. По мере разложения мягких тканей ил проникал под твёрдый панцирь, сохраняя форму организма.
Сохранность большинства экземпляров обеспечивалась быстрым накоплением осадков, закрывавших тело от морской воды. Продукты распада мягких тканей могли минерализовать вышележащие осадки, увеличивая их прочность. Высказывались предположения, что сохранности окаменелостей способствовала выделяемая организмом слизь, однако эксперименты показали, что слизь распадается слишком легко, чтобы играть сколько-нибудь заметную роль в упрочнении осадка.

## Классификация

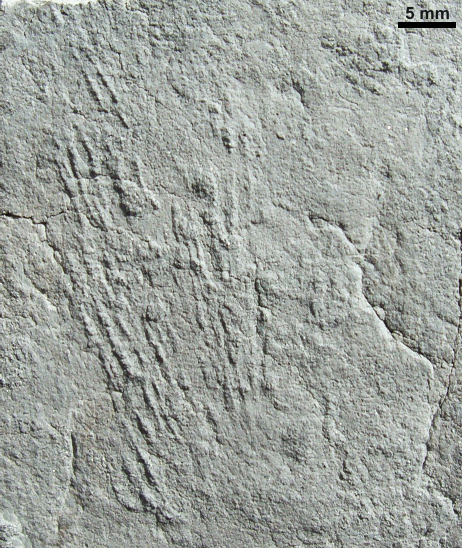
Остатки Kimberichnus, интерпретированные в 2013 году как следы питания кимбереллы

До описания вида K. persii в 2018 году все известные ископаемые остатки кимбереллы относили к типовому виду K. quadrata. Первая особь была обнаружена в Австралии в 1959 году и была первоначально классифицирована как медуза (Мартин Глесснер и Мэри Уэйд, 1966 год), затем как кубомедуза (М. Уэйд в 1972 году). Однако многочисленные остатки этих организмов, найденные на побережье Белого моря, заставили изменить эти взгляды. Михаил Федонкин и Бенджамин Ваггонер в 1997 году установили, что кимберелла была самым ранним известным триплобластическим билатеральным организмом. Одностворчатая раковина позволяет предположить, что кимберелла была моллюскоподобным животным.
В 2001 и 2007 годах Федонкин предположил, что кимберелла питалась при помощи вытягивающегося хоботка с крючкообразными захватами на конце, что очень сильно отличается от типичных органов питания моллюсков, однако не отвергает принадлежность кимбереллы к близким родственникам моллюсков.
До сих пор у кимбереллы не обнаружено радулы, которая является характерным признаком всех моллюсков, кроме двустворчатых. Поскольку радула очень плохо сохраняется в окаменелостях, это не значит, что у кимбереллы её не было. Горные породы в непосредственной близости от найденных окаменелостей кимбереллы часто обнаруживают характерные следы, какие оставляет на микробных матах радула моллюсков. Адольф Зейлахер расценивал следы, первоначально отнесённые к ихнороду Radulichnus, как косвенное свидетельство наличия радулы у кимбереллы.
Скептики считают, что имеющиеся свидетельства недостаточны, чтобы сделать выводы о принадлежности кимбереллы к моллюскам или родственной им группе, и даже рассматривают её только как «вероятно, билатеральную». В 2006 и 2008 годах Николас Баттерфилд высказывал мнение, что принадлежность кимберелле следов типа Radulichnus не является сильным аргументом, так как многие другие группы организмов обладают органами, оставляющими похожие следы.  В 2009 году Андрей Иванцов предположил, что кимберелла представляла собой лишённую радулы раннюю стадию эволюции трохофорных животных, возможно, даже была «прото-моллюском». В 2013 году Иванцов переописал следы, ранее относимые к Radulichnus, как следы кормления кимбереллы (ихнород Kimberichnus), кардинально отличающиеся от следов радулы моллюсков.

## Теоретическая значимость
Термином «кембрийский взрыв» называют быстрое нарастание сложности структуры тела животных, наблюдавшееся в начале кембрийского периода между 543 и 518 млн лет назад. Некоторые кембрийские окаменелости были известны уже в середине XIX века, и Чарлз Дарвин считал внезапное появление практически всех существующих в настоящее время типов организмов одним из аргументов против его теории.
Большинство животных достаточно сложной структуры (превосходящих по сложности медуз и других стрекающих) разделились на две большие группы: первичноротых и вторичноротых. Схожесть кимбереллы с моллюсками позволяет отнести её к первичноротым. Если это так, то линии первичноротых и вторичноротых разошлись до появления кимбереллы, то есть более 558 млн лет назад и гораздо раньше кембрийского периода. Даже если кимберелла не относится к первичноротым, она входит в более крупный таксон билатерий. Поскольку окаменелости достаточно современно выглядящих стрекающих найдены в формации Доушаньто, стрекающие и билатеральные разделились не позднее 580 млн лет назад.